# Open de Suède Vårgårda 2018
13. edycja wyścigu kolarskiego Open de Suède Vårgårda odbyła się 13 sierpnia 2018 roku i liczyła 141 km. Start i meta wyścigu znajdowały się w Vargardzie. Wyścig ten posiadał kategorię 1.WWT.

## Klasyfikacja generalna
| M-ce | Imię i nazwisko           | Kraj              | Drużyna                   | Czas       |
| ---- | ------------------------- | ----------------- | ------------------------- | ---------- |
| 1.   | Marianne Vos              | Holandia          | WaowDeals                 | 3h 27' 52" |
| 2.   | Kirsten Wild              | Holandia          | Wiggle High5              | + 2"       |
| 3.   | Lotta Lepistö             | Finlandia         | Cervélo-Bigla Pro Cycling | + 2"       |
| 4.   | Elena Cecchini            | Włochy            | Canyon–SRAM               | + 2"       |
| 5.   | Barbara Guarischi         | Włochy            | Team Virtu                | + 2"       |
| 6.   | Maria Giulia Confalonieri | Włochy            | Valcar–PBM                | + 2"       |
| 7.   | Christine Majerus         | Luksemburg        | Boels-Dolmans             | + 2"       |
| 8.   | Coryn Rivera              | Stany Zjednoczone | Team Sunweb               | + 3"       |
| 9    | Letizia Paternoster       | Włochy            | Lensworld–Kuota           | + 3"       |
| 10.  | Kirsten Wild              | Holandia          | Astana Women’s Team       | + 4"       |
|      |                           |                   |                           |            |
| 15.  | Małgorzata Jasińska       | Polska            | Movistar Team             | + 4"       |
| DNF  | Katarzyna Pawłowska       | Polska            | Team Virtu                | -          |